# John Adey
John Adey (John Austin Adey; * 21. Oktober 1943) ist ein ehemaliger britischer Sprinter.
1966 wurde er bei den British Empire and Commonwealth Games in Kingston Siebter über 440 Yards mit seiner persönlichen Bestzeit von 47,09 s (entspricht 46,83 s über 400 m) und gewann Bronze mit der englischen 4-mal-440-Yards-Stafette. Bei den Leichtathletik-Europameisterschaften in Budapest schied er über 400 m im Halbfinale aus und wurde mit der britischen Mannschaft Fünfter in der 4-mal-400-Meter-Staffel.